# Ugo da Gambolò
Ugo da Gambolò, o da Gambolate (fl. XI-XII secolo) è stato un giudice e giurista italiano, attivo a Pavia nel XI-XII secolo.

## Biografia
La presenza di Ugo da Gambolò a Pavia è documentata dal 1099 al 1122, anno in cui è annoverato tra i primi consoli cittadini chiamati a giudicare ad una vertenza tra i principi vassalli del vescovo e il monastero di San Pietro in Ciel d'Oro, riguardo al possesso di un porto e di un transito sul fiume Olona presso Lardirago. Fu inoltre maestro alle Scuole della città. 
Egli è noto principalmente quale autore dei capitula Hugonis, una summula riguardante regole e princìpi del diritto feudale (in particolare sui feudi collativi di dignità, sull'investitura e sulla successione). Il suo testo è considerato di grande importanza per l'argomento, poiché evidenzia la connessione tra l'antica scuola del diritto longobardo di Pavia, e l'allora nuova scuola del diritto feudale; esso venne incluso nei Libri feudorum, compilati verso il 1150, di cui costituisce i capitoli più importanti.